# Филип Ноел-Бејкер
Ноел-Бејкер Филип Џон  (енгл. Noel-Baker Philip John; Лондон, 1. новембар 1889 — Лондон, 8. октобар 1982), истакнути британски политичар, дипломата, хуманиста и спортиста.
Ноел-Бејкер Филип је једини човек до данас који је освојио и олимпијску медаљу и Нобелову награду.
Студирао је у Кембриџу (1910—1912). Веома млад је постао универзитетски професор. Као члан Лабуристичке странке ушао је у британски парламент и задржао се пуних 35 година. 
- 1919. — био је члан британске делегације на Мировној конференцији у Паризу
- пре Другог светског рата био је службеник неколико министарстава
- 1942 – 1945. министар ратног транспорта
- 1946 — 1947. државни министар за Комонвелт
- 1950 — 1951. министар за гориво и енергетику

Као дугогодишњи заговорник разоружања, мирног решавања спорова међу народима, те као загрижени противник атомског наоружања добио је 1959. Нобелову награду за мир.
На VII Олимпијским играма у Антверпену 1920. године Филип Ноел резултатом 4:02,3 осваја сребрену олимпијску медаљу у трци на 1500 m. Тада се звао Филип Ноел, јер је презиме супруге Ирене Бејкер, са којом се венчао 1915. године, службено додао свом презимену тек 1943. Осим овог свог највећег спортског успеха учествовао је и на V Олимпијским играма у Стокхолму 1912. године (где је био финалиста трке на 1500 m, као и на VIII Олимпијским играма у Паризу 1924. године. Тада је као члан британског олимпијског тима у атлетици играо важну улогу у успеху своје екипе на тим играма, о чему је снимљен и филм „Ватрене кочије“, добитник Оскара 1981. године, али у коме он није директно приказан.